# Баку Кристал Хол
Баку Кристал Хол (на азербайджански: Bakı Kristal Zalı) е закрита арена в Баку, Азербайджан. Разположена на брега на Баку близо до Площада на националното знаме, строежът на арената започнал през август 2011 г. и завършил през април 2012 г. – тъкмо навреме за 57-о издание на песенния конкурс „Евровизия“.